# Knud Leonard Knudsen
Knud Leonard Knudsen (Ålesund, Møre og Romsdal, 6 de setembre de 1879 – Bergen, 28 d'abril de 1954) va ser un gimnasta artístic noruec que va competir a començaments del segle xx.
El 1912 va prendre part en els Jocs Olímpics d'Estocolm, on va guanyar la medalla d'or en el concurs per equips, sistema lliure del programa de gimnàstica.